# The Ice Palace

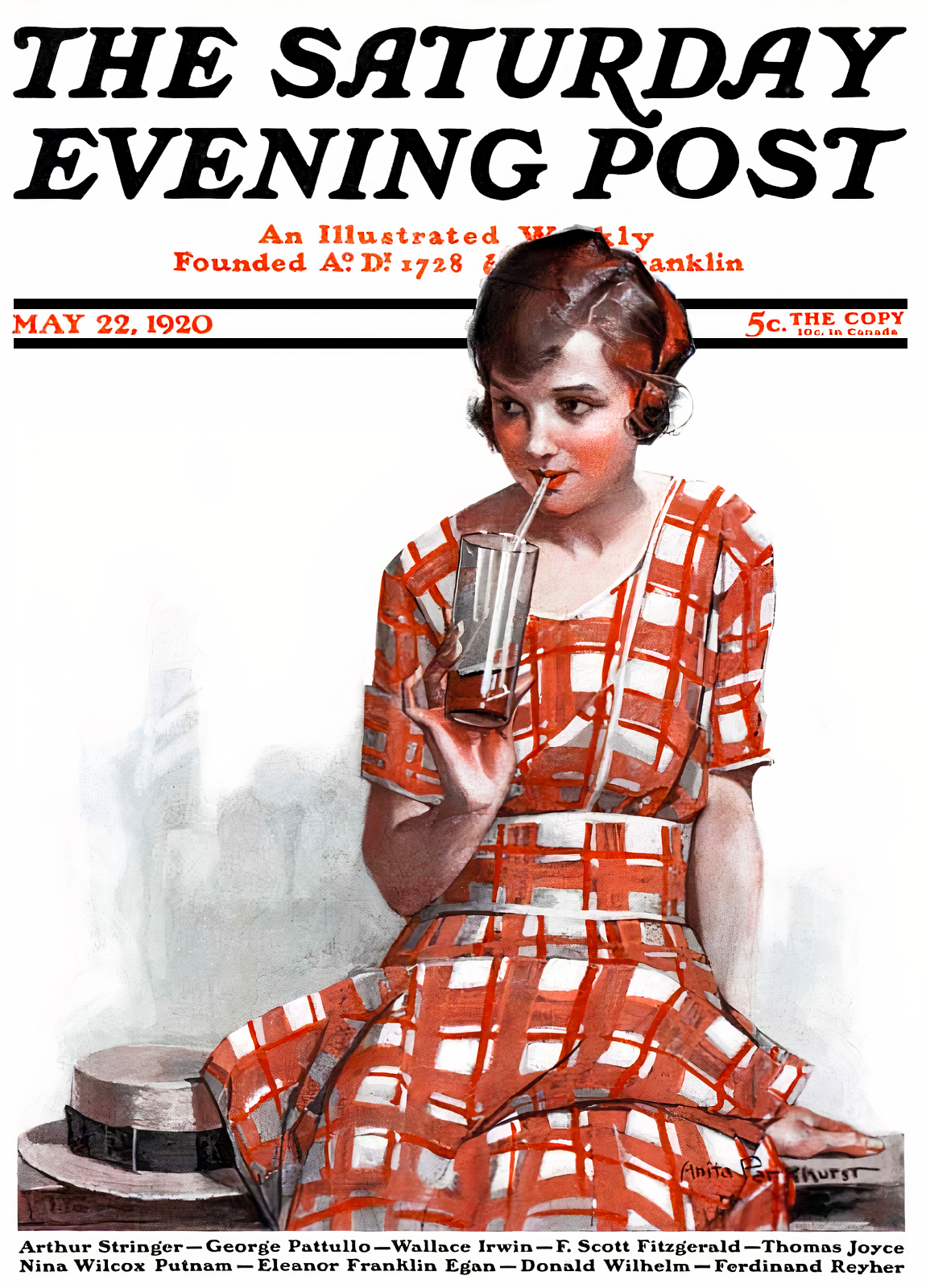
Titelblatt der Saturday Evening Post vom 22. Mai 1920

Der Eispalast (Original: The Ice Palace) ist eine Kurzgeschichte von Francis Scott Fitzgerald, die erstmals am 22. Mai 1920 im US-Magazin Saturday Evening Post veröffentlicht wurde. Im selben Jahr erschien sie auch in Buchform in Fitzgeralds Erzählungsband Flappers and Philosophers. 

## Zusammenfassung
In der Kurzgeschichte behandelt Fitzgerald den kulturellen Konflikt zwischen den Nord- und Südstaaten der USA. Die junge Sally Carrol Harper ist 19 Jahre alt und kommt aus dem kleinen fiktiven Ort Tarleton in Georgia. Die hübsche, selbstbewusste Frau genießt ihr Leben im Süden auf der einen Seite, auf der anderen verspürt sie den Drang, nach etwas Neuem, Modernem und Intellektuellem zu streben. Sie verliebt sich während einer Reise nach North Carolina in Harry Bellamy, einen Absolventen der Yale University aus dem Norden. Ihm zuliebe zieht sie in seinen Heimatort, dessen Name im Text nicht erwähnt wird. Der Ort wird als verschneite, eisige Kleinstadt beschrieben, in der auch die Menschen kühl, abweisend und unfreundlich sind. Sally Carrol fühlt sich nicht wohl und vermisst die Wärme, Ruhe und Freundlichkeit des Südens. Die beiden besuchen einen Eispalast, in dem Sally Carrol die Orientierung verliert und sich in einem Labyrinth aus Eis verläuft. Gefangen in der Dunkelheit überkommt sie eine lähmende Angst, die sie in einen paralysierten Zustand versetzt. Nach ihrer Rettung verlässt sie Harry und den Norden und kehrt in ihre Heimat Tarleton zurück.

## Quelle
- F. Scott Fitzgerald: Babylon Revisited And Other Stories. Scribner, New York 2003, ISBN 0-684-82448-5.
- F. Scott Fitzgerald, Der Eispalast, ins Deutsche übersetzt von Christa Schuenke, in: ders., Winterträume. Erzählungen, Zürich: Diogenes 2009